# Maritina Hernández Miñana
Maritina Hernández Miñana (Alcàsser, 25 d'octubre de 1959) és una política valenciana, filla del dirigent d'ASAJA Vicente Hernández, diputada a les Corts Valencianes en la VII i VIII legislatures i consellera de la Generalitat Valenciana.
Llicenciada en ciències químiques i doctorada en bioquímica. Militant del PP del País Valencià, de 2003 a 2007 fou directora de l'Institut Valencià d'Exportació (IVEX). Elegida diputada per la província de València a les eleccions a les Corts Valencianes de 2007 i de 2011, fou nomenada Consellera d'Agricultura, Pesca i Alimentació de la Generalitat Valenciana el 2007 fins que el 2012 fou substituïda per José Císcar. També ha estat vicepresidenta de la Comissió de Medi Ambient, Aigua i Ordenació del Territori de les Corts Valencianes.
En febrer de 2014 fou cridada a declarar com a testimoni en el cas Emarsa per haver estat presidenta de l'Entitat Pública de Sanejament d'Aigües (EPSAR).